# La simfonia del professor Holland
La simfonia del professor Holland (títol original: Mr. Holland's Opus) és una pel·lícula estatunidenca dirigida per Stephen Herek, estrenada el 1995. Ha estat doblada al català.

## Argument
El 1965, Glenn Holland és un jove compositor que prova una feina de professor de música en un liceu mentre intenta paral·lelament compondre una simfonia de música clàssica que l'ha de fer famós. Però descobreix a poc a poc una verdadera passió per l'ensenyament i ensenyarà al mateix liceu durant trenta anys consagrant al seu ofici el millor d'ell mateix.

## Repartiment
- Richard Dreyfuss: Glenn Holland
- Glenne Headly: Iris Holland
- Jay Thomas: Bill Meister
- Olympia Dukakis: Principal Jacobs
- William H. Macy: Vice-Principal Wolters
- Alicia Witt: Gertrude Lang
- Terrence Howard: Louis Russ
- Damon Whitaker: Bobby Tidd
- Jean Louisa Kelly: Rowena Morgan
- Alexandra Boyd: Sarah Olmstead
- Joanna Gleason: Gertrude Lang, d'adulta

## Rebuda

### Box-Office
La pel·lícula ha aconseguit 106.269.971 dòlars al box-office mundial, entre els quals 82.569.971 als Estats Units.

### Critica
La pel·lícula recull un 73% de crítiques positives, amb un resultat mitjà de 6,7/10 i sobre 26 crítiques recollides, a l'indret Internet Rotten Tomatoes.

## Premis i nominacions

### Nominacions[5]
- 1996. Oscar al millor actor per Richard Dreyfuss
- 1996. Globus d'Or al millor actor dramàtic per Richard Dreyfuss
- 1996. Globus d'Or al millor guió per Patrick Sheane Duncan